# Острое
Острое (нім. Ostrohe) — громада в Німеччині, розташована в землі Шлезвіг-Гольштейн. Входить до складу району Дітмаршен. Складова частина об'єднання громад КЛГ-Гайдер-Умланд.
Площа — 6,70 км2. Населення становить 908 ос. (станом на 31 грудня 2020).